# Bitva o Corregidor
Bitva o Corregidor byla posledním vojenským střetnutím během japonského tažení na severních Filipínách a odehrála se 5.–6. května 1942 na filipínském ostrově Corregidor v Manilské zátoce. Ostrov byl znovu dobyt Američany v roce 1945.

## Pevnost Corregidor
Pevnost Corregidor, oficiálně nazývaná Fort Mills, neoficiálně Skála nebo Gibraltar východu byla vybudována na největším ze čtyř kompletně opevněných ostrovů v Manilské zátoce. Chránila manilskou zátoku a filipínské hlavní město Manilu od první světové války. Byla vyzbrojena 56 pobřežními bateriemi, nacházel se zde také tunelový systém Malinta východně od vesnice San Jose, kde sídlilo vrchní velitelství. Byla zde také kasárna a malé letiště. Bylo zde 13 tisíc amerických a filipínských vojáků.

## Japonská invaze

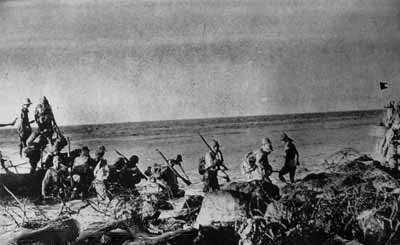
Vylodění Japonců

Japonská invaze na ostrov proběhla 5. května 1942 pod velením generála Masaharu Hommy. Účastnilo se jí 75 tisíc Japonců. Nejdřív bylo dobyto letiště, nacházející se východně od tunelu. Když se Japonci přiblížili k tunelu Malinta, rozhodl se generál Wainwright kapitulovat. Bylo zde zabito 900 Japonců a 800 spojenců.